# Llista d'ecoregions d'Angola
Aquesta és una llista d'ecoregions d'Angola, segons el Fons Mundial per la Natura (WWF).

## Ecoregions terrestres
per bioma

### Boscos tropicals i subtropicals de frondoses humits
- Selva costanera equatorial atlàntica

### Boscos tropicals i subtropicals de frondoses secs
- Bosc sec del Zambeze

### Praderies, sabanes i matollars tropicals i subtropicals
- Boscos de miombo d'Angola
- Boscos de mopane d'Angola
- Boscos de miombo del Zambeze Central
- Mosaic de selva i sabana del Congo Meridional
- Mosaic de selva i sabana del Congo Occidental
- Pastures del Zambeze Occidental

### Praderies i sabanes inundades
- Prada inundada del Zambeze

### Praderies i matollars de muntanya
- Mosaic muntanyenc de boscos i pastures d'Angola
- Boscos i sabana de l'Escarp d'Angola

### Deserts i matollars xeròfils
- Kaokoveld
- Boscos de la sabana de Namíbia

### Manglar
- Manglar d'Àfrica Central

## Ecoregions aquàtiques
per bioregió

### Costa equatorial occidental
- Costa equatorial sud-occidental

### Congo
- Kasai
- Conca del Congo

### Cuanza
- Cuanza

### Zambezi
- Etosha
- Namib costaner
- Zambezi
  - Planures inundades de l'Alt Zambezi
  - Capçalera del Zambezi
- Conca de l'Okavango

## Ecoregions marítimes
- Angola
- Namib